# Dijana Jelaska
Dijana Jelaska (26. travnja 1971.) je hrvatska rukometašica. 
Za seniorsku reprezentaciju igrala je na Mediteranskim igrama 1993. godine.